# Adicella daphne
Adicella daphne är en nattsländeart som beskrevs av Schmid 1994. Adicella daphne ingår i släktet Adicella och familjen långhornssländor. Inga underarter finns listade i Catalogue of Life.